# Число Фёдорова (теория сушки)
Число Фёдорова — один из критериев подобия в теории сушки.
Оно определяется формулой:
{\displaystyle \mathrm {Fe} ={\frac {\Lambda \varepsilon \delta }{c}}=\varepsilon \cdot \mathrm {Pn} \cdot \mathrm {Ko} ,}
где
- {\displaystyle \Lambda } — удельная теплота парообразования жидкости;
- {\displaystyle \varepsilon } — критерий фазового перехода;
- {\displaystyle c} — удельная теплоёмкость влажного тела;
- {\displaystyle \delta } — термоградиентный коэффициент;
- {\displaystyle \mathrm {Pn} } — число Поснова;
- {\displaystyle \mathrm {Ko} } — число Коссовича.

Названо в честь русского инженера Игоря Михайловича Фёдорова.